# Organicyzm
Organicyzm – pogląd filozoficzny i nurt w socjologii zakładający, że społeczeństwo funkcjonuje i rozwija się jak żywy organizm, a instytucje społeczne są ze sobą powiązane tak, jak części organizmu (od ich współpracy zależy sprawne funkcjonowanie społeczeństwa). 
Był to jeden z pierwszych nurtów w socjologii, zastosowany najpierw przez Herberta Spencera w tomie Indukcje socjologii, aczkolwiek jego podwaliny sięgają antyku – jednych z pierwszych zastosowań metafory społeczeństwa jako organizmu dokonali Platon oraz Arystoteles. Odwoływały się do niej także idee wczesnochrześcijańskie, np. święty Paweł: Podobnie jak jedno jest ciało, choć składa się z wielu członków, a wszystkie członki ciała, mimo iż są liczne, stanowią jedno ciało, tak też jest i z Chrystusem. Wszyscyśmy bowiem w jednym Duchu zostali ochrzczeni, [aby stanowić] jedno Ciało (...) (1 Kor 12:12–18). Organicyzm wywarł znaczny wpływ na język socjologii i w ogólności nauk społecznych. W szczególności widoczny był w socjologii miasta, gdzie używano takich pojęć jak serce miasta, tkanka miejska, ale także w socjologii ogólnej – komórka społeczna, solidarność organiczna, system, funkcja. Może być stosowany jako analogia, czyli do objaśniania rzeczywistości mniej znanej przez bardziej znaną (tak u św. Pawła), ale może też opierać się na faktycznej homologii czy uchwytywaniu izomorfizmu, faktycznej tożsamości procesów przy odmiennych elementach. W tym drugim ujęciu (tak u Spencera) organicyzm stanowi pierwsze sformułowanie teorii systemów.